# Enrique Simonet

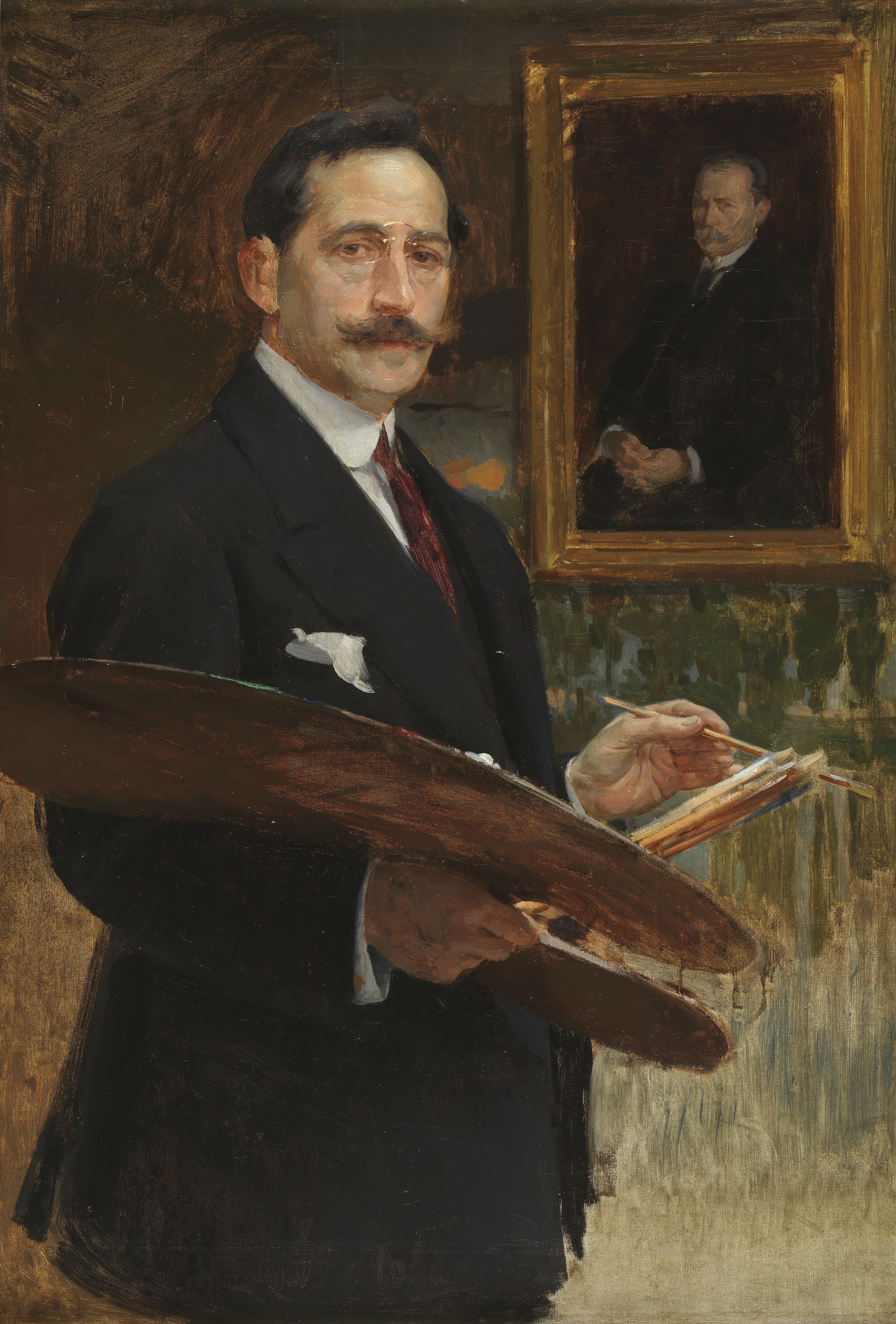
Enrique Simonet, zelfportret, 1910

Enrique Simonet Lombardo (Valencia, 2 februari 1866 - Madrid, 20 april 1927) was een Spaans kunstschilder. Hij werkte voornamelijk in een academische stijl.

## Leven en werk
Simonet studeerde aan de Koninklijke Academie voor Schone Kunsten San Carlos in Valencia en ging daarna in de leer bij de kunstschilder Bernardo Ferrándiz Bádenes te Málaga, toentertijd een belangrijk centrum binnen de Spaanse schilderkunst. In 1887 kon hij met een studiebeurs gaan studeren in Rome, waar hij met De onthoofding van Paulus zijn eerste belangrijke werk schilderde. In 1890 schilderde hij er ook De anatomie van het hart, waarmee hij diverse prijzen won en internationale erkenning kreeg.
Simonet reisde rond 1890 uitgebreid door Italië, verbleef diverse keren in Parijs en bezocht na een reis over de Middellandse Zee in 1890 ook het Heilig Land, waar hij zijn Flevit super illam schilderde. In 1893-1894 werkte hij als oorlogscorrespondent annex illustrator in Marokko, voor "La Ilustración Española y Americana". In de jaren 1890 kreeg hij diverse internationale onderscheidingen en ook tijdens de Wereldtentoonstelling van 1900 te Parijs won hij een medaille.
In 1901 werd Simonet docent aan de Catalaanse Academie voor Schone Kunsten in Barcelona, waarna hij in Spanje zou blijven werken. In 1921 begin hij ook een privéschool. Hij schilderde voornamelijk in een academisch-realistische stijl, vaak allegorieën, maar ook portretten en landschappen. Zijn latere werk laat ook invloeden zijn vanuit het symbolisme en het impressionisme.
Simonet was lid van de Koninklijke Academie voor Schone Kunsten van de heilige Fernando. Hij overleed in 1927, 61 jaar oud. Zijn werk is onder andere te zien in het Museo Nacional del Prado te Madrid en in het Museum van Malaga.

## Galerij

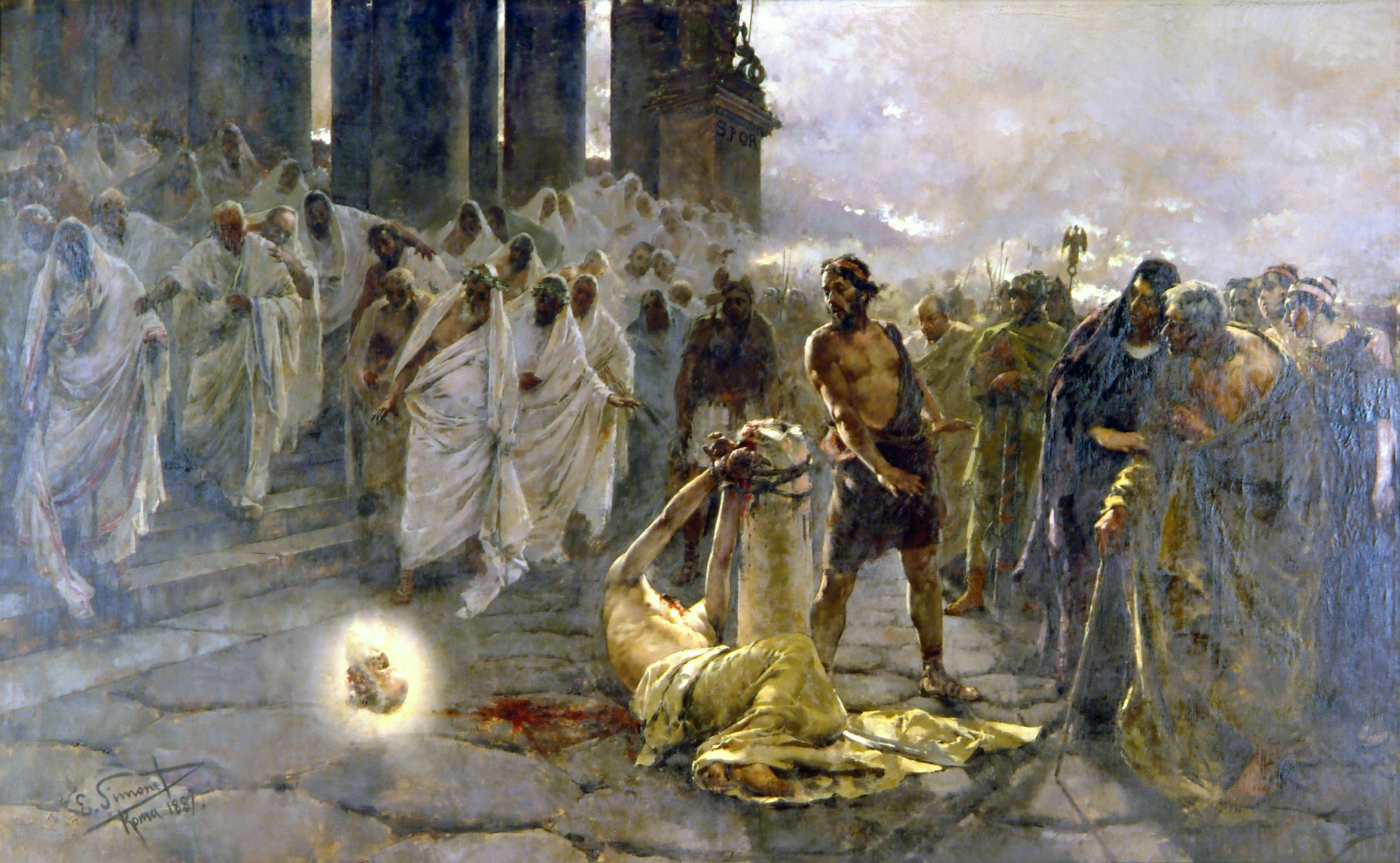
De onthoofding van Paulus, 1887
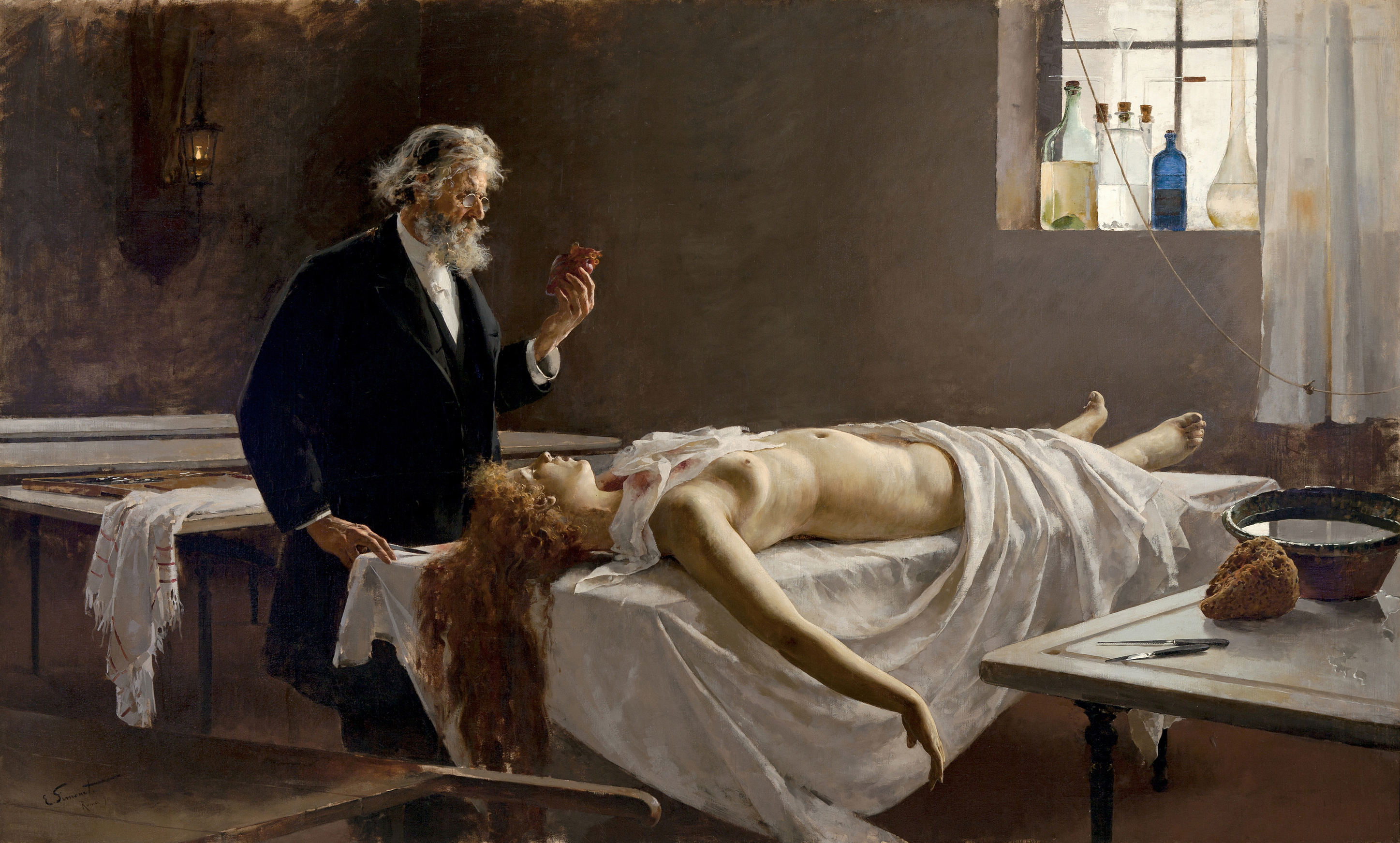
De autopsie van het hart, 1890
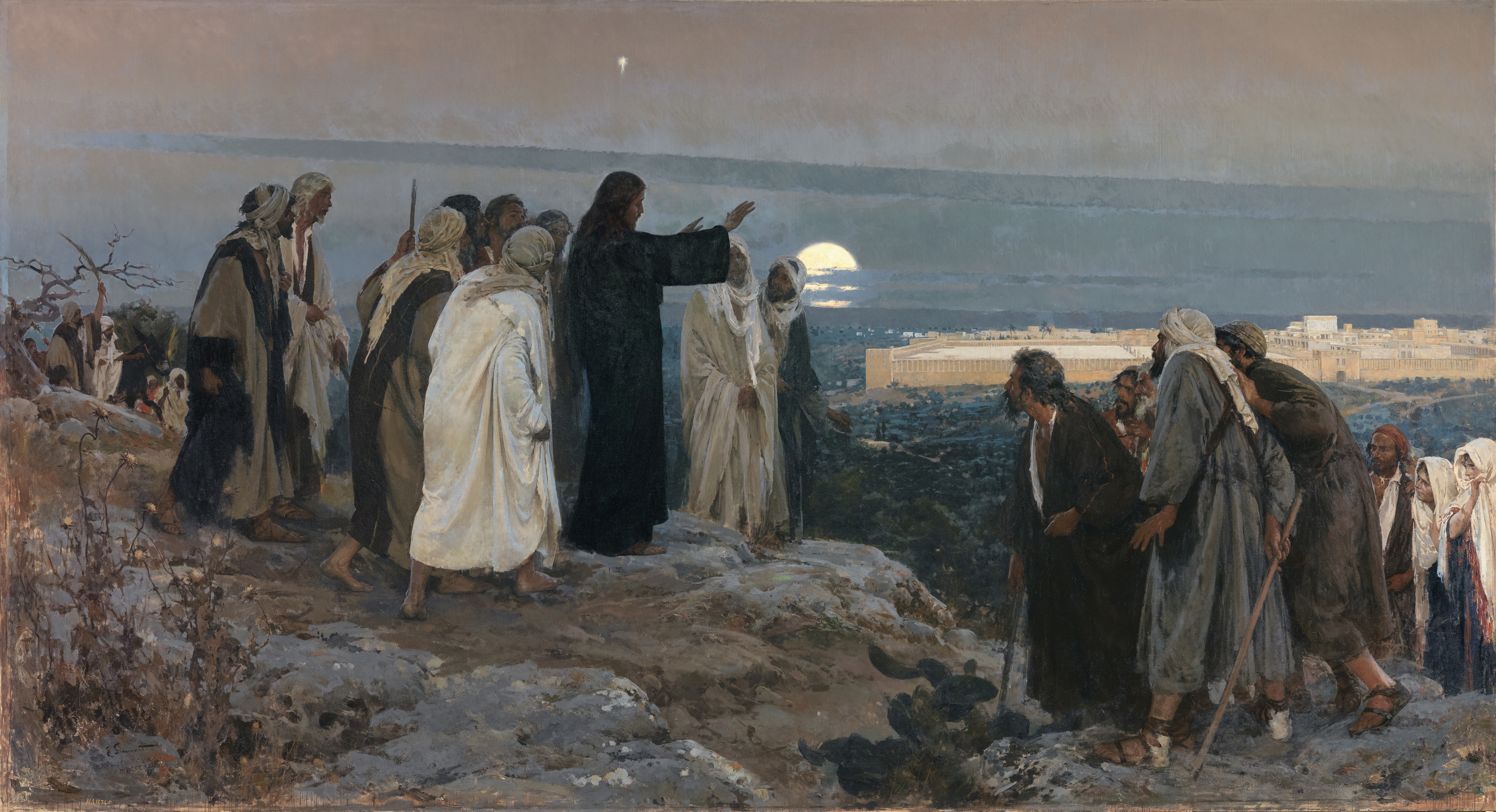
Flevit super illam, 1892
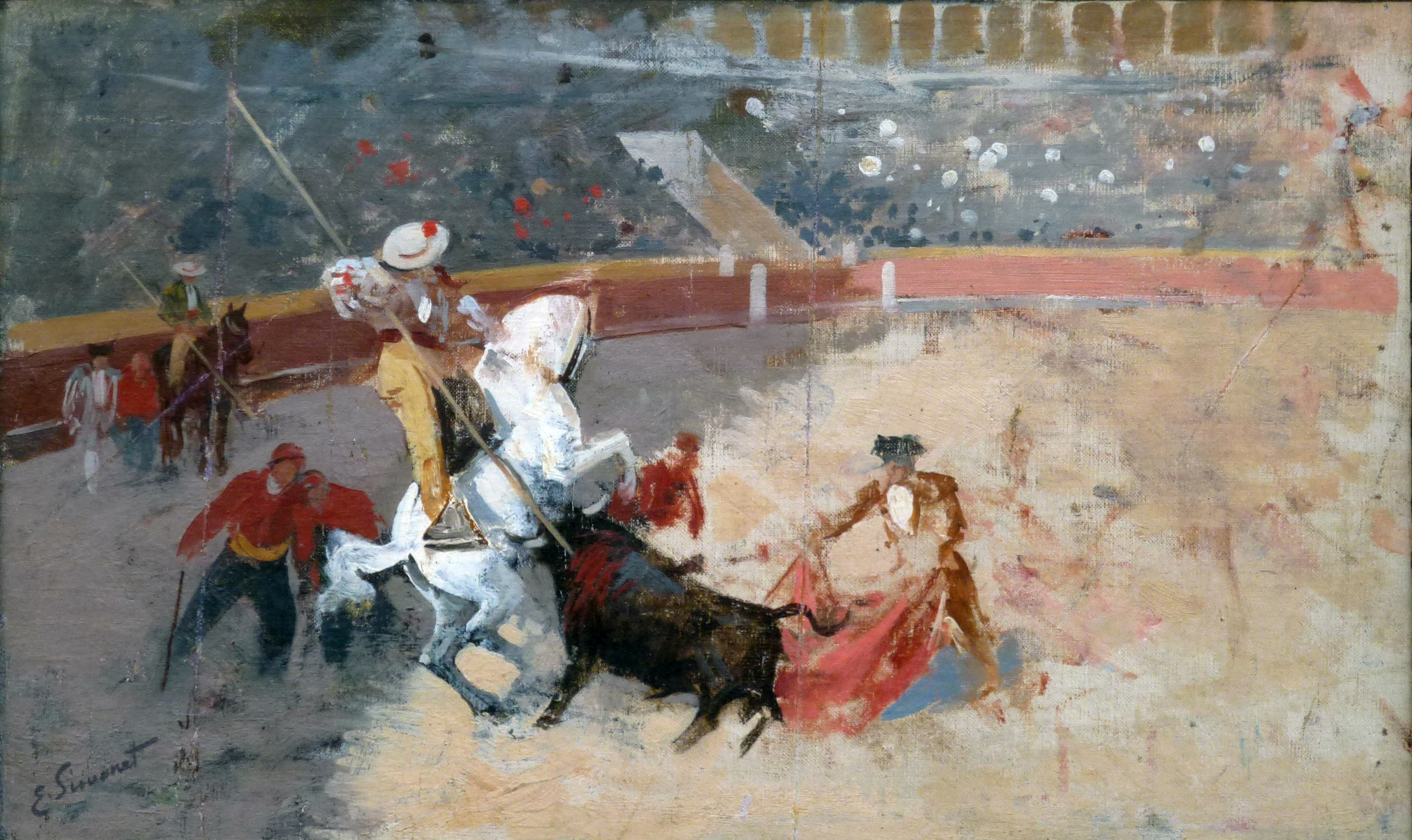
Het lot van de stier, 1899
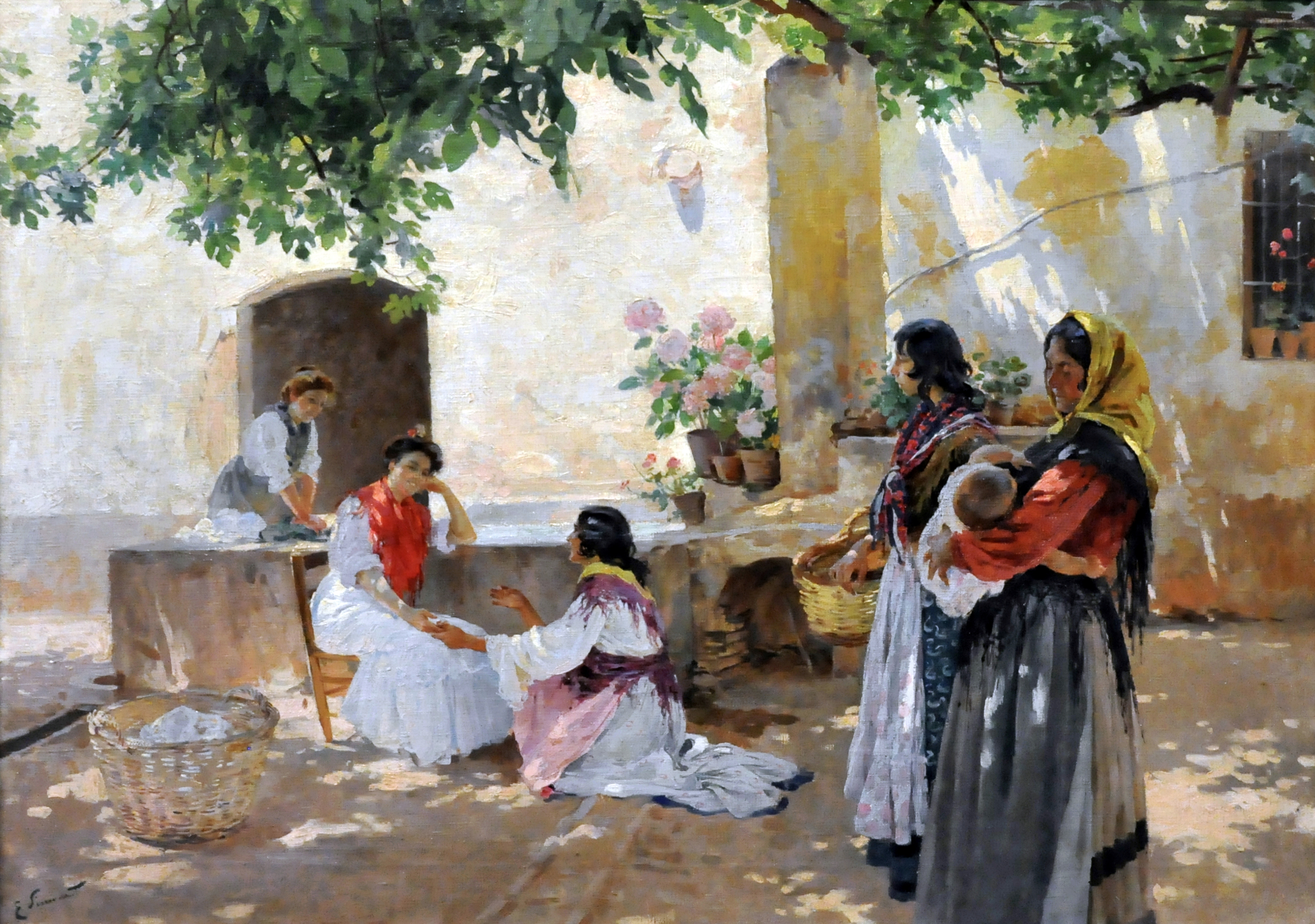
De waarzegster, 1899
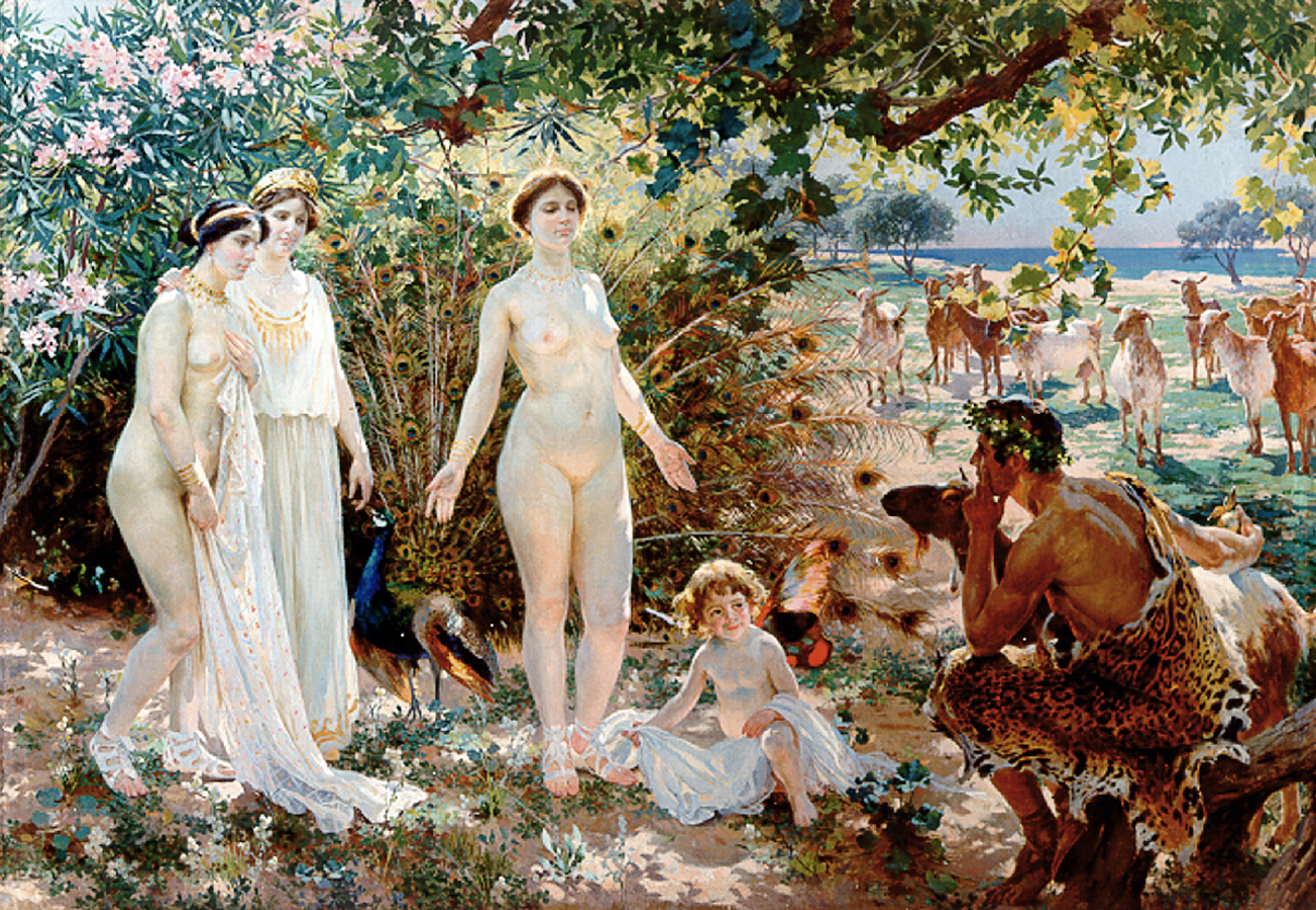
Het oordeel van Paris, 1904
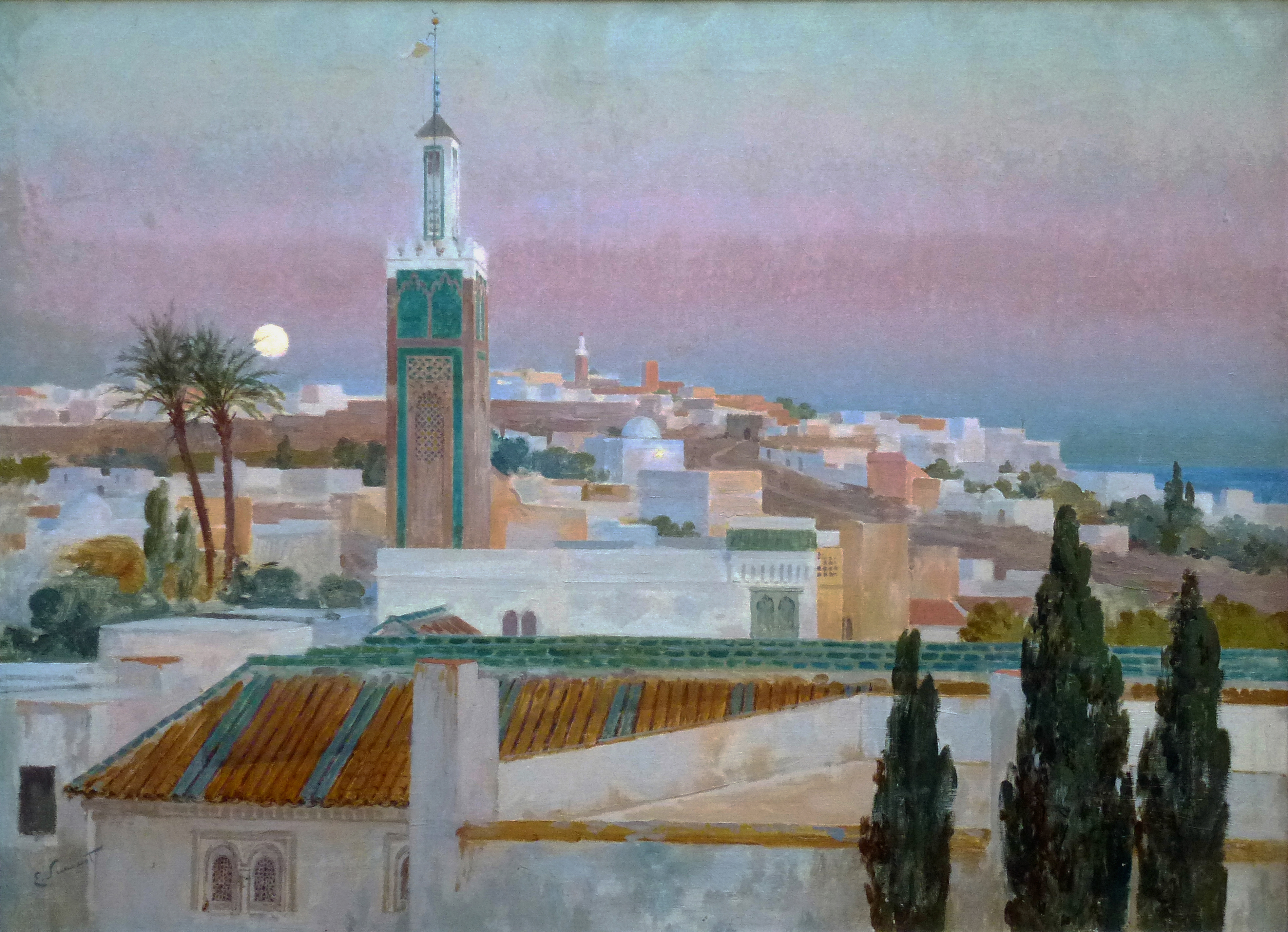
Tanger bij schemer, 1914
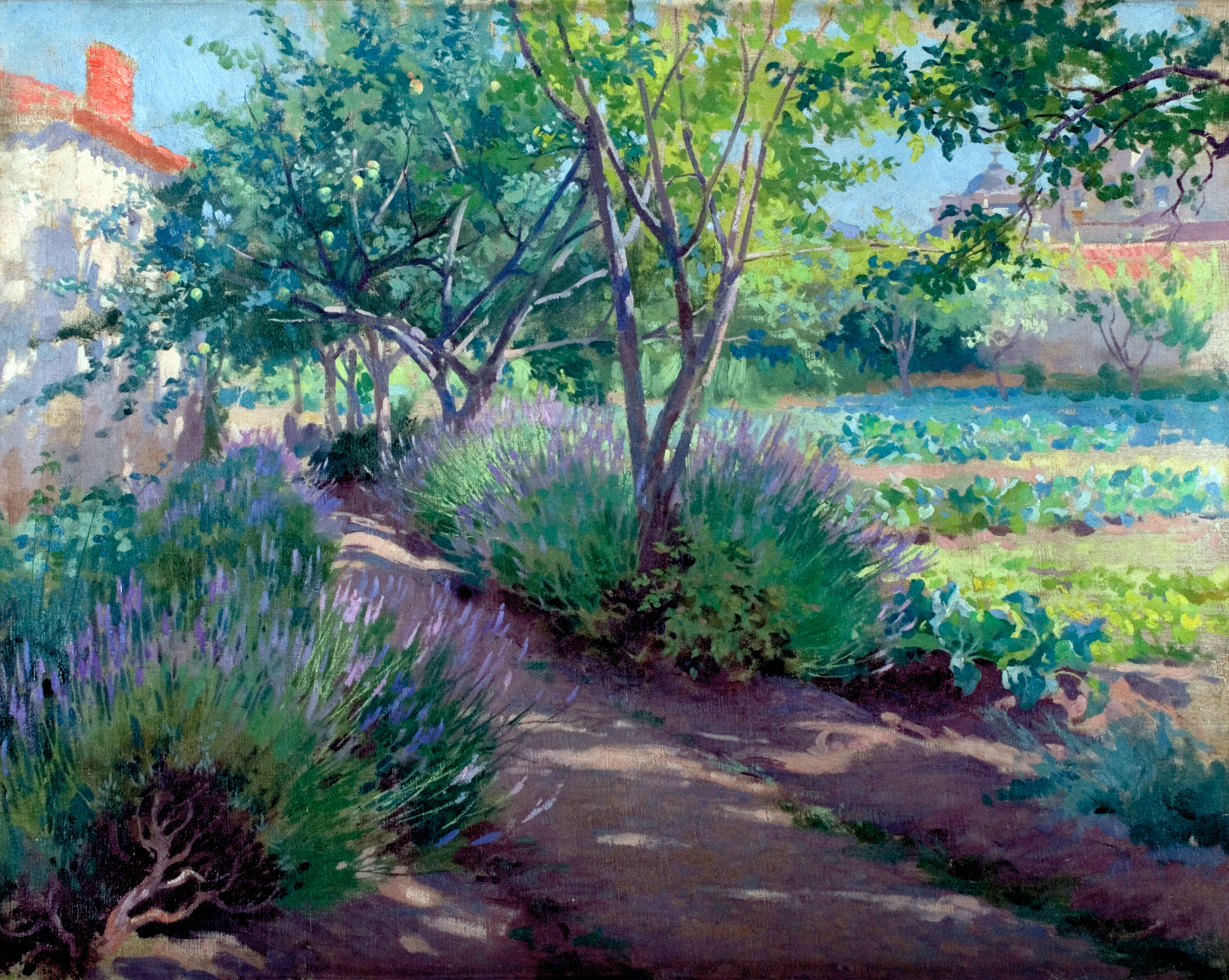
Camino de El Paular, 1921

## Noot
1. ↑  Ook de Belgische kunstschilder Carlos De Haes schilderde in die periode te Malaga.

- Biblioteca Nacional de España: XX1558106
- Catàleg d'autoritats de noms i títols de Catalunya: 981058527522306706
- Gemeinsame Normdatei: 1042354421
- International Standard Name Identifier: 0000 0001 1690 5590
- Library of Congress Control Number: no2017134247
- RKD-Nederlands Instituut voor Kunstgeschiedenis: 246003
- Union List of Artist Names: 500038059
- Virtual International Authority File: 95921638
- WorldCat: E39PBJjXhtWVcptHmrqqrqBMfq